# Tanimuca-Retuarã

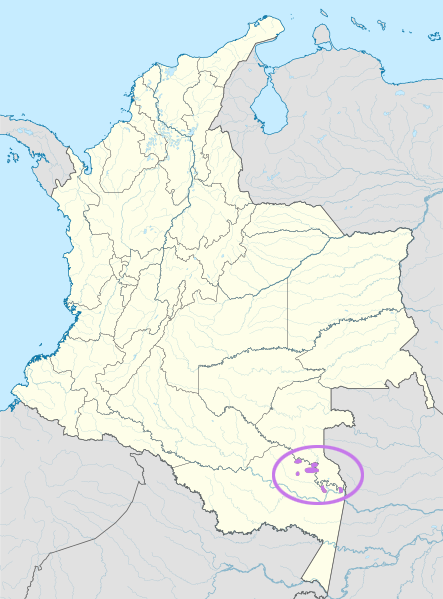
Tanimuca-Retuarã.

Tanimuca-Retuarã eller Tanimuca är ett språk som talas i Colombia. 1976 talades språket av 300 personer.

## Fonologi
Tanimuca-Retuarã har fem vokalljud (/i/, /u/, /e/, /o/ och /a/) och elva konsonantljud (/p/, /b/, /t/, /d/, /dʲ/, /k/, /ʔ/, /s/, /h/, /r/ och /w/).